# Pandanaceae
Pandanaceae је фамилија монокотиледоних скривеносеменица из истоименог реда (Pandanales), са ареалом распрострањења у тропским пределима Старог Света. Обухвата четири рода са 885 врста.
Биљке ове фамилије су дрвенасте, животних форми дрвета, жбуна и лијане. Постоје коренови за прихватање и подупирање, као и ваздушни коренови. Листови су спирално распоређени на стаблу. Цветови су једнополни, без цветног омотача (сем можда код биљака рода Sararanga), сакупљени у цвасти. Брактеје у цвастима су обично јарко обојене. Биљке су једнодоме или дводоме. Плод је бобица или коштуница. Основни број хромозома је x = 25, 28, или 30.